# Roßtal
Roßtal is een plaats in de Duitse deelstaat Beieren, en maakt deel uit van het Landkreis Fürth.
Roßtal telt 10.127 inwoners.

## Plaatsen in de gemeente Roßtal
| - Buchschwabach - Buttendorf - Clarsbach - Defersdorf | - Großweismannsdorf - Kleinweismannsdorf - Herboldshof - Kastenreuth | - Kernmühle - Neuses - Oedenreuth - Raitersaich | - Stöckach - Trettendorf - Wimpashof - Weitersdorf |

Ammerndorf ·
Cadolzburg ·
Großhabersdorf ·
Langenzenn ·
Oberasbach ·
Obermichelbach ·
Puschendorf ·
Roßtal ·
Seukendorf ·
Stein ·
Tuchenbach ·
Veitsbronn ·
Wilhermsdorf ·
Zirndorf